# Трансфобія
Трансфобія — це сукупність ідей і явищ, які охоплюють ряд негативних ставлень, почуттів або дій щодо трансґендерних людей або трансґендерності в цілому. Трансфобія може включати страх, відразу, ненависть, насильство, гнів або дискомфорт, який відчувається або виражається по відношенню до людей, які не відповідають соціальним ґендерним очікуванням. Вона часто висловлюється поряд із гомофобними поглядами, і тому часто вважається аспектом гомофобії.

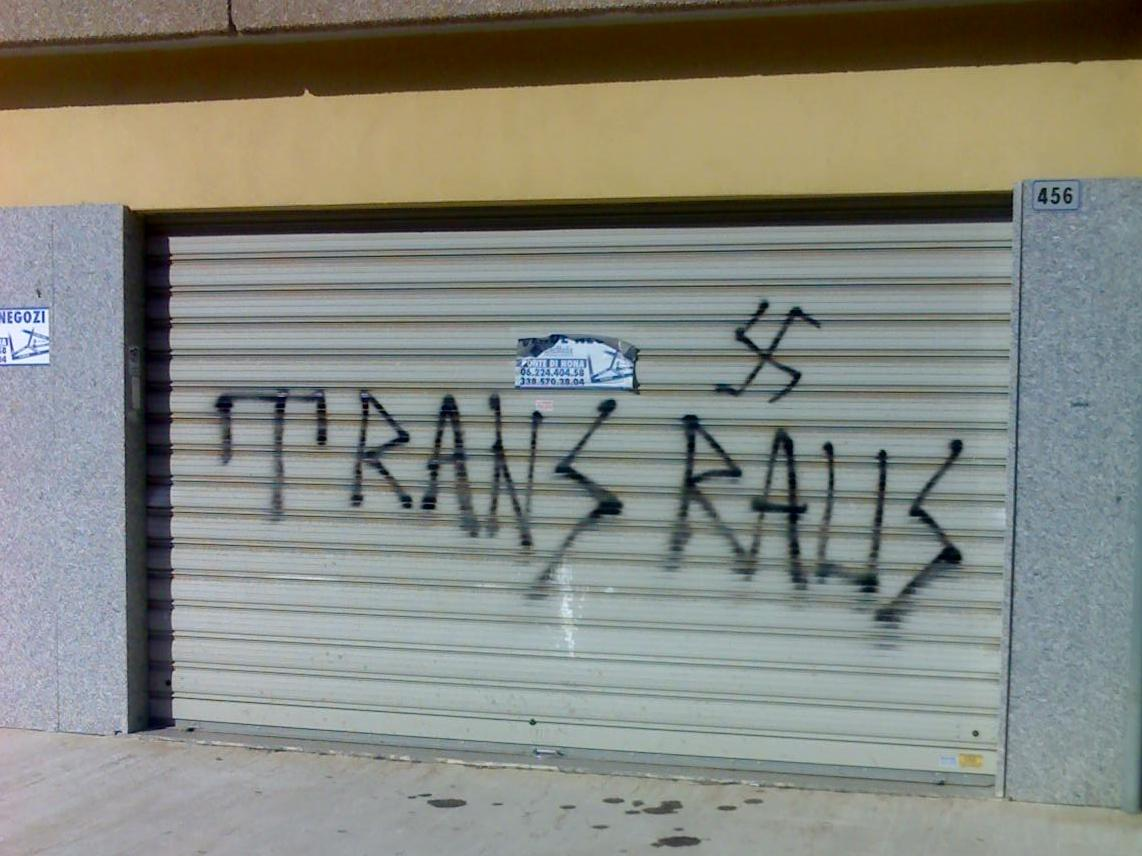
Трансфобне графіті в Римі, що німецькою означає «транс геть», зі свастикою.

Трансґендерна молодь може зазнавати сексуальних домагань, цькувань і насильства в школах, у прийомних сім’ях і програмах соціального забезпечення, а також потенційно насильства з боку сім’ї. Дорослі жертви зазнають публічних знущань, місґендерінґу, кепкувань, погроз насильства, пограбування та хибного арешту; багато хто почувається небезпечно на публіці. Високий відсоток трансґендерних людей повідомляє про те, що вони стали жертвами сексуального насильства. Деякі отримують відмову в медичному обслуговуванні або зазнають дискримінації на робочому місці, зокрема їх звільняють за те, що вони трансґендерні, або відчувають себе в облозі з боку консервативних політичних чи релігійних груп, які виступають проти законів про права ЛҐБТ. Вони також зазнають дискримінації з боку деяких людей у соціальних рухах ЛҐБТ та деяких феміністок.
Окрім підвищеного ризику насильства та інших загроз, стрес, створений трансфобією, може спричинити негативні емоційні наслідки, які можуть призвести до розладів, пов’язаних із вживанням психоактивних речовин, втечі з дому (у неповнолітніх) і вищого рівня самогубств.
У західному світі відбуваються поступові зміни в напрямку встановлення політики недискримінації та рівних можливостей. Ця тенденція також формується в країнах, що розвиваються. Крім того, по всьому світу поширюються кампанії щодо ЛҐБТ-спільноти, щоб покращити соціальне сприйняття нетрадиційних ґендерних ідентичностей.

## Наслідки
Навмисно чи ні, трансфобія та циссексизм мають тяжкі наслідки для об’єкта негативного ставлення. Трансфобія створює значний стрес для трансґендерних людей, який може призвести до почуття сорому, низької самоповаги, відчуження та неадекватності. Трансґендерна молодь часто намагається впоратися зі стресом, втікаючи з дому, кидаючи школу, вживаючи наркотики або займаючись самопошкодженням. Вважається, що рівень самогубств серед трансґендерів особливо високий через те, як до них ставляться їхні родини та суспільство.

### Проблеми вдома і в школі
Опитування трансґендерів США 2015 року, найбільше подібне опитування, яке коли-небудь проводилося (з 27 715 респондентами), показало, що кожен десятий респондент зазнав трансфобного насильства з боку члена сім’ї, а 8% були вигнані з дому через те, що вони трансґендерні. Більшість тих, хто був відкритим трансґендером або сприймався як трансґендер у школі, були жертвами тих чи інших форм жорстокого поводження через це, включаючи словесні образи (54%), фізичні напади (24%) і сексуальне насильство (13%). 17% зазнали такого жорстокого поводження, що їм довелося залишити школу. Підтримка з боку спільноти або сім'ї корелювала з більш позитивними результатами, пов'язаними з психічним здоров'ям і соціальним функціонуванням.
У 62% судових процесів за участю трансґендерів зазначено, що відповідачі стикаються з сімейними проблемами.